# Prix Hank-Aaron
Le prix Hank Aaron (en anglais : Hank Aaron Award) est un prix qui récompense le meilleur joueur attaquant de chaque ligue (américaine et nationale) de la Ligue majeure de baseball. En 1999 les vainqueurs étaient choisis par le nombre de coups sûrs, points produits et coups de circuit. Entre 2000 et 2002 les vainqueurs étaient choisis par les journalistes professionnels. Depuis 2003 les fans de la LMB vote sur le site officiel de la Ligue, ce qui compte pour 30 % des votes. L'autre 70 % des votes étant des journalistes.
Le prix est nommé d'après Henry « Hank » Aaron qui en 1974 a dépassé Babe Ruth pour le plus grand nombre de circuits et points produits dans une carrière.

## Gagnants

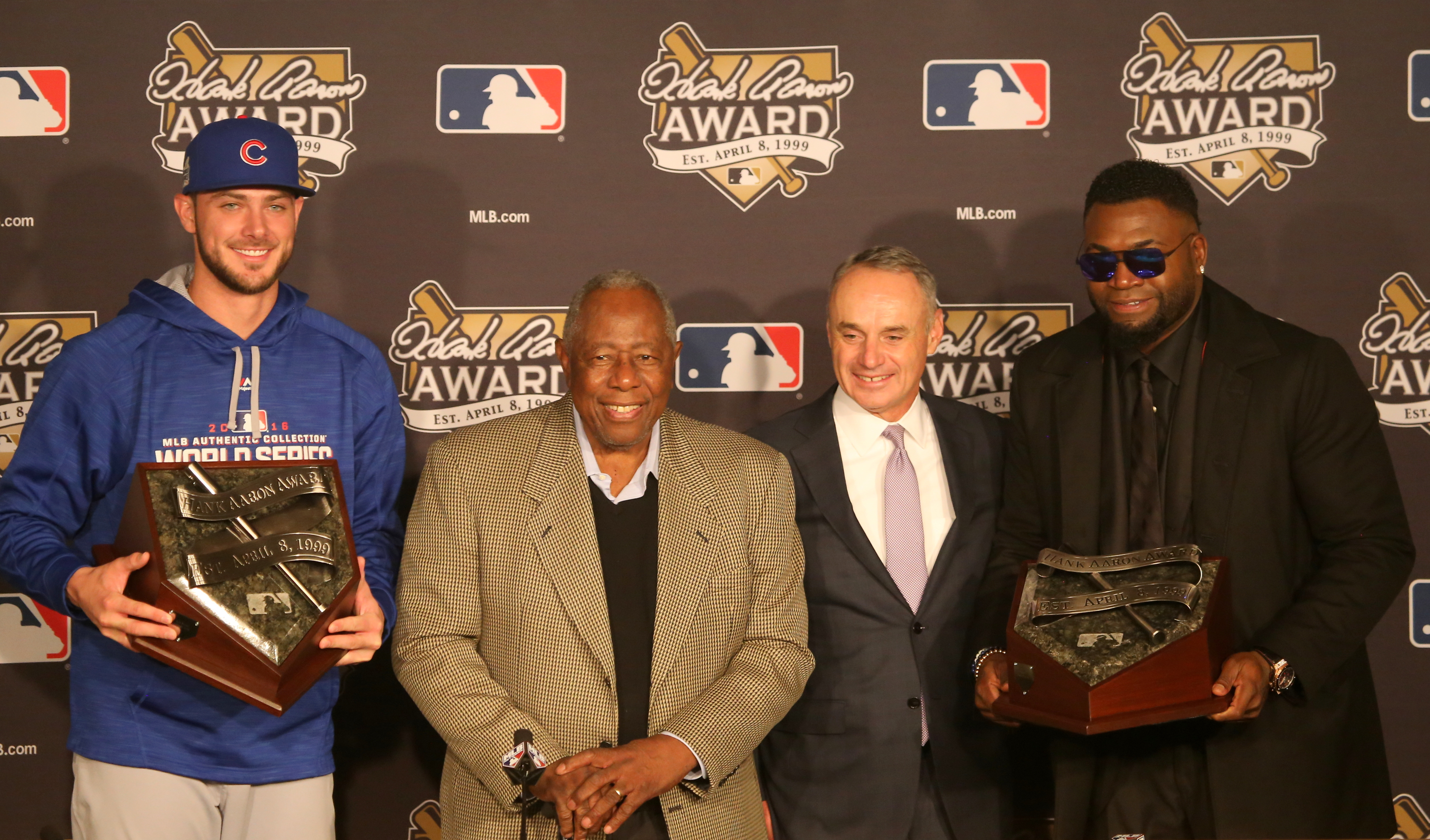
Les récipiendaires du prix Hank Aaron en 2016, Kris Bryant (à gauche) et David Ortiz (à droite) entourent Hank Aaron et Rob Manfred le 26 octobre 2016.

| Année | Ligue      | Vainqueur             | Équipe                          |
| ----- | ---------- | --------------------- | ------------------------------- |
| 1999  | Américaine | Manny Ramirez         | Indians de Cleveland            |
| 1999  | Nationale  | Sammy Sosa            | Cubs de Chicago                 |
| 2000  | Américaine | Carlos Delgado        | Blue Jays de Toronto            |
| 2000  | Nationale  | Todd Helton           | Rockies du Colorado             |
| 2001  | Américaine | Alex Rodriguez        | Rangers du Texas                |
| 2001  | Nationale  | Barry Bonds           | Giants de San Francisco         |
| 2002  | Américaine | Alex Rodriguez (2)    | Rangers du Texas                |
| 2002  | Nationale  | Barry Bonds (2)       | Giants de San Francisco         |
| 2003  | Américaine | Alex Rodriguez (3)    | Rangers du Texas                |
| 2003  | Nationale  | Albert Pujols         | Cardinals de Saint-Louis        |
| 2004  | Américaine | Manny Ramirez (2)     | Red Sox de Boston               |
| 2004  | Nationale  | Barry Bonds (3)       | Giants de San Francisco         |
| 2005  | Américaine | David Ortiz           | Red Sox de Boston               |
| 2005  | Nationale  | Andruw Jones          | Braves d'Atlanta                |
| 2006  | Américaine | Derek Jeter           | Yankees de New York             |
| 2006  | Nationale  | Ryan Howard           | Phillies de Philadelphie        |
| 2007  | Américaine | Alex Rodriguez (4)    | Yankees de New York             |
| 2007  | Nationale  | Prince Fielder        | Brewers de Milwaukee            |
| 2008  | Américaine | Kevin Youkilis        | Red Sox de Boston               |
| 2008  | Nationale  | Aramis Ramírez        | Cubs de Chicago                 |
| 2009  | Américaine | Derek Jeter (2)       | Yankees de New York             |
| 2009  | Nationale  | Albert Pujols         | Cardinals de Saint-Louis        |
| 2010  | Américaine | José Bautista         | Blue Jays de Toronto            |
| 2010  | Nationale  | Joey Votto            | Reds de Cincinnati              |
| 2011  | Américaine | José Bautista (2)     | Blue Jays de Toronto            |
| 2011  | Nationale  | Matt Kemp             | Dodgers de Los Angeles          |
| 2012  | Américaine | Miguel Cabrera        | Tigers de Détroit               |
| 2012  | Nationale  | Buster Posey          | Giants de San Francisco         |
| 2013  | Américaine | Miguel Cabrera (2)    | Tigers de Détroit               |
| 2013  | Nationale  | Paul Goldschmidt      | Diamondbacks de l'Arizona       |
| 2014  | Américaine | Mike Trout            | Angels de Los Angeles d'Anaheim |
| 2014  | Nationale  | Giancarlo Stanton     | Marlins de Miami                |
| 2015  | Américaine | Josh Donaldson        | Blue Jays de Toronto            |
| 2015  | Nationale  | Bryce Harper          | Nationals de Washington         |
| 2016  | Américaine | David Ortiz (2)       | Red Sox de Boston               |
| 2016  | Nationale  | Kris Bryant           | Cubs de Chicago                 |
| 2017  | Américaine | José Altuve           | Astros de Houston               |
| 2017  | Nationale  | Giancarlo Stanton (2) | Marlins de Miami                |
| 2018  | Américaine | J. D. Martinez        | Red Sox de Boston               |
| 2018  | Nationale  | Christian Yelich      | Brewers de Milwaukee            |
| 2019  | Américaine | Mike Trout (2)        | Angels de Los Angeles           |
| 2019  | Nationale  | Christian Yelich (2)  | Brewers de Milwaukee            |
| 2020  | Américaine | José Abreu            | White Sox de Chicago            |
| 2020  | Nationale  | Freddie Freeman       | Braves d'Atlanta                |
| 2021  | Américaine | Vladimir Guerrero Jr. | Blue Jays de Toronto            |
| 2021  | Nationale  | Bryce Harper (2)      | Phillies de Philadelphie        |
| 2022  | Américaine | Aaron Judge           | Yankees de New York             |
| 2022  | Nationale  | Paul Goldschmidt (2)  | Cardinals de Saint-Louis        |
| 2023  | Américaine | Shohei Ohtani         | Angels de Los Angeles           |
| 2023  | Nationale  | Ronald Acuña Jr.      | Braves d'Atlanta                |
| 2024  | Américaine | Aaron Judge (2)       | Yankees de New York             |
| 2024  | Nationale  | Shohei Ohtani (2)     | Dodgers de Los Angeles          |